# Paralarinia
Paralarinia este un gen de păianjeni din familia Araneidae.
Cladograma conform Catalogue of Life:
| Paralarinia | \| \| Paralarinia agnata \| \| \| \| \| \| Paralarinia bartelsi \| \| \| \| \| \| Paralarinia denisi \| \| \| \| \| \| Paralarinia incerta \| \| \| \| |
|             | \| \| Paralarinia agnata \| \| \| \| \| \| Paralarinia bartelsi \| \| \| \| \| \| Paralarinia denisi \| \| \| \| \| \| Paralarinia incerta \| \| \| \| |
|             | Paralarinia agnata |
|             | |
|             | Paralarinia bartelsi |
|             | |
|             | Paralarinia denisi |
|             | |
|             | Paralarinia incerta |
|             | |